# Olympische Winterspiele 2006/Teilnehmer (Armenien)
| Gelbes Symbol für Goldmedaillen mit stilisierten Olympischen Ringen | Graues Symbol für Silbermedaillen mit stilisierten Olympischen Ringen | Braundes Symbol für Bronzemedaillen mit stilisierten Olympischen Ringen |
| ------------------------------------------------------------------- | --------------------------------------------------------------------- | ----------------------------------------------------------------------- |
| —                                                                   | —                                                                     | —                                                                       |

Armenien nahm an den Olympischen Winterspielen 2006 im italienischen Turin mit einer Delegation von fünf Athleten teil.

## Flaggenträger
Wasgen Asrojan trug die Flagge Armeniens sowohl während der Eröffnungsfeier als auch bei der Abschlussfeier.

## Teilnehmer nach Sportarten

### Eiskunstlauf
- Anastassia Grebenkina, Wasgen Asrojan
Eistanz: 20. – 137,99 Pkt.

### Ski Alpin
- Abraham Sarkachjan
Riesenslalom Männer: Nicht gestartet
Slalom Männer: 45. – 2:16,21 min

### Ski Nordisch
- Edmond Chatschatrjan (Langlauf)
Sprint Freistil Männer: 80. – 2:49,98 min (Qualifikation)
15 km klassisch Männer: 83. – 47:37,8 min
Teamsprint Männer: Nicht im Ziel (mit Sargsjan)
50 km Freistil Männer: Nicht gestartet
- Howhannes Sargsjan (Langlauf)
Sprint Freistil Männer: 79. – 2:47,68 min (Qualifikation)
15 km klassisch Männer: 89. – 50:47,5 min
Teamsprint Männer: Nicht im Ziel (mit Chatschatrjan)
50 km Freistil Männer: Nicht gestartet